# Kapaz
Kapaz is een berg in de Kleine Kaukasus in Azerbeidzjan. De berg heeft een hoogte van 3065 meter boven zeeniveau en ligt ongeveer 40 kilometer ten zuiden van de stad Gəncə. 